# Slobozia (gmina Zvoriștea)
Slobozia – wieś w Rumunii, w okręgu Suczawa, w gminie Zvoriștea. W 2011 roku liczyła 649 mieszkańców. 